# علاء الحامولي
علاء الدين حسنين الحامولي (4 يوليو 1930 – 13 يناير 1984) هو لاعب كرة قدم مصري دولي سابق، لعب مهاجما لنادي الزمالك منذ عام 1949 حتى عام 1962. كما لعب مع المنتخب المصري . كان جزءًا من الفريق الذي فاز بكأس الأمم الأفريقية 1957، 1959 ومثل مصر سنة 1952 والجمهورية العربية المتحدة سنة 1960 في الأولمبياد الصيفية. هو الهداف التاريخي لنادي الزمالك في كأس مصر وثالث هدافي ناديه في ديربي القاهرة. اتجه للتعليق بعد الاعتزال

## عن حياته
ولد علاء الدين حسنين الحامولي في 4 يوليو 1930 في القاهرة. لعب في شبابه بالنادي الأهلي قبل أن ينضم إلى نادي الزمالك في أوج مسيرته الاحترافية، لعب الحامولي طوال مسيرته بالزمالك، وكان هدافًا موهوبًا. بدأ الحامولي مسيرته الاحترافية في عام 1949، فاز مع نادي الزمالك بكأس مصر سبع مرات (1952، 1955، 1957، 1958، 1959، 1960، 1962). كما فاز مع القلعة البيضاء بدوري القاهرة ثلاث مرات متتالية (1950-51، 1951-52، 1952-53). كما فاز ايضا بالدوري المصري الممتاز في موسم 1959-60. كان الحامولي هداف غزير الإنتاج، وهو هداف الزمالك التاريخي في كأس مصر برصيد 23 هدفًا، وثالث هدافي الزمالك التاريخيين في ديربي القاهرة برصيد 9 أهداف بعد مصطفى طه (12 هدفًا) وعبد الكريم صقر (10 أهداف). أحرز الحامولي مع ناديه 91 هدفا في جميع المسابقات.

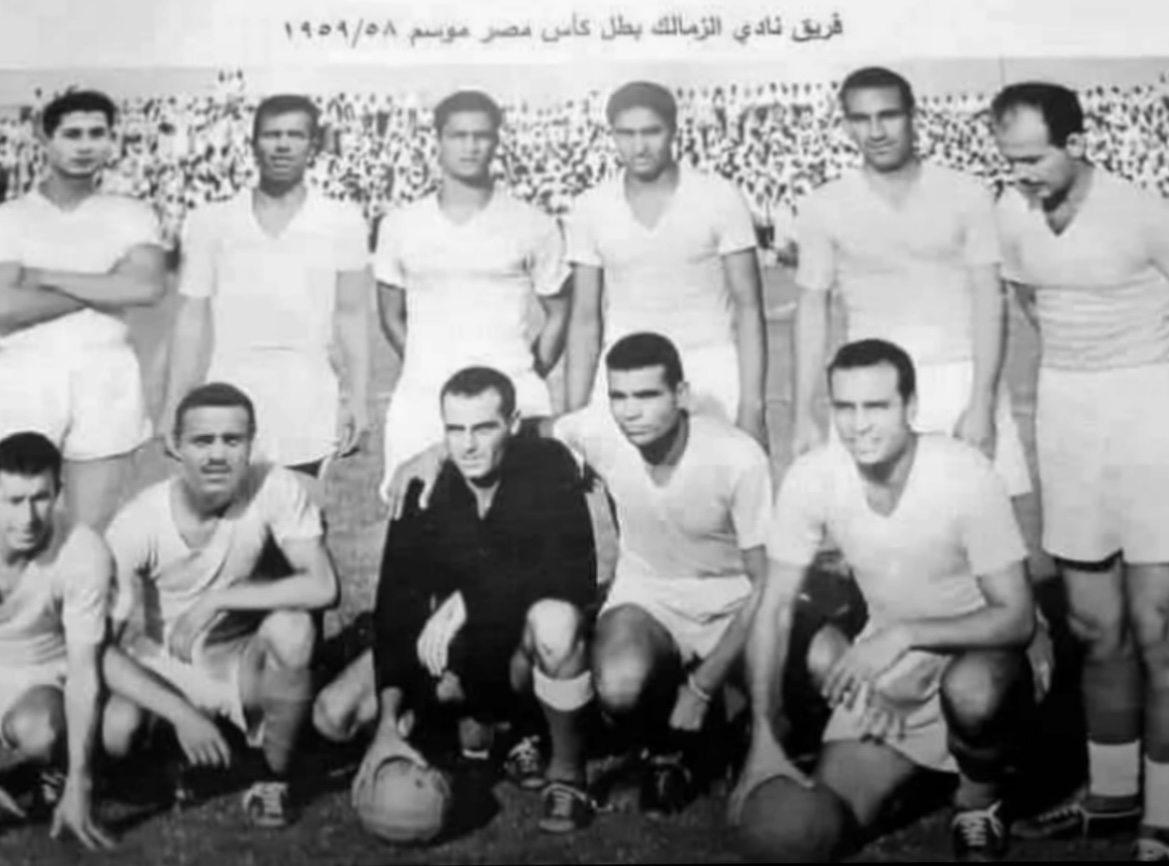
الحامولي ضمن تشكيلة فريق نادي الزمالك في 1959

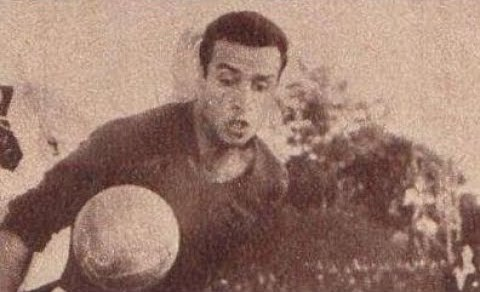
الحامولي في مباراة للمنتخب المصري في الخمسينات

مع الفريق القومي المصري، كانت أول مباراة دولية له في عام 1950، ولعب مع منتخب بلاده في دورة ألعاب البحر الأبيض المتوسط عام 1951 في الإسكندرية، مصر، وفازت بلاده بالميدالية الفضية. كان الحامولي جزءًا من الفريق الذي فاز بالميدالية الذهبية في دورة الألعاب العربية عام 1953 في الإسكندرية. وكان جزءًا من الفريق الذي فاز بالميدالية الذهبية في دورة ألعاب البحر الأبيض المتوسط عام 1955 في برشلونة. وفي كأس الأمم الأفريقية، كان جزءًا من الفريق الذي فاز بكأس الأمم الأفريقية عام 1957 و1959. كما مثل بلاده في دورة الألعاب الأولمبية الصيفية 1952 في هلسنكي ودورة الألعاب الأولمبية الصيفية 1960 في روما. اعتزل كرة القدم في عام 1962.
بعد اعتزاله لعب كرة القدم، عمل الحمولي في مجال التعليق الرياضي على مباريات كرة القدم، وكان من المعلقين على مباريات الدوري المصري الممتاز في التليفزيون المصري في السبعينيات والثمانينيات. توفي في 13 يناير 1984 عن عمر يناهز 53 عامًا في القاهرة.

## ألقاب
نادي الزمالك
- دوري منطقة القاهرة: 1950–51، 1951–52، 1952–53
- كأس مصر: 1951–52، 1954–55، 1956–57، 1957–58، 1958–59، 1959–60، 1961–62
- الدوري المصري الممتاز: 1959–60

منتخب مصر
- دورة الألعاب العربية: 1953
- ألعاب البحر الأبيض المتوسط: 1955
- كأس الأمم الأفريقية: 1957، 1959

## روابط خارجية
- علاء الحامولي على موقع الاتحاد الدولي (مؤرشف)  (الإنجليزية)
- علاء الحامولي على موقع أوليمبيديا (الإنجليزية)